# Rimavská Sobota
Rimavská Sobota em húngaro:  Rimaszombat, em alemão:  Großsteffelsdorf) é uma cidade no sul da Eslováquia, na Região de Banská Bystrica, no rio Rimava. Tem 24 172 habitantes (2006). Localizado na cidade histórica de Malohont, e depois de se juntar a Gemer, tornou-se a capital do Gemer-Malohont (de 1850 a 1922).

## Geografia
A cidade está localizada a cerca de |280 km a leste de Bratislava e a cerca de 110 km| a sudeste de Banská Bystrica, e a 130 km a oeste de Košice. A cidade, juntamente com o distrito, fica no vale do rio Rimava, nas montanhas Slovenské rudohorie, no Sul da bacia eslovaca. Existem duas áreas protegidas próximas da cidade no distrito: Cerová vrchovina a sul e o Parque Nacional Muránska planina a norte.
A cidade é composta por 11 áreas/bairros: Bakta, Dúžava, Kurinec, Mojín, Nižná Pokoradz, Rimavská Sobota, Sabová, Sobôtka, Včelinec, Vinice e Vyšná Pokoradz.

## Demografia
| Ano:        | 1994   | 2004   | 2014   | 2024    |
| ----------- | ------ | ------ | ------ | ------- |
| Broj ljudi: | 25 341 | 24 520 | 24 268 | 21 175  |
| Razlika:    |        | -3,23% | -1,02% | -12,74% |

| Ano:               | 2023   | 2024   |
| ------------------ | ------ | ------ |
| Número de pessoas: | 21 341 | 21 175 |
| Diferença:         |        | -0,77% |